# Nekatolické řády a vyznamenání

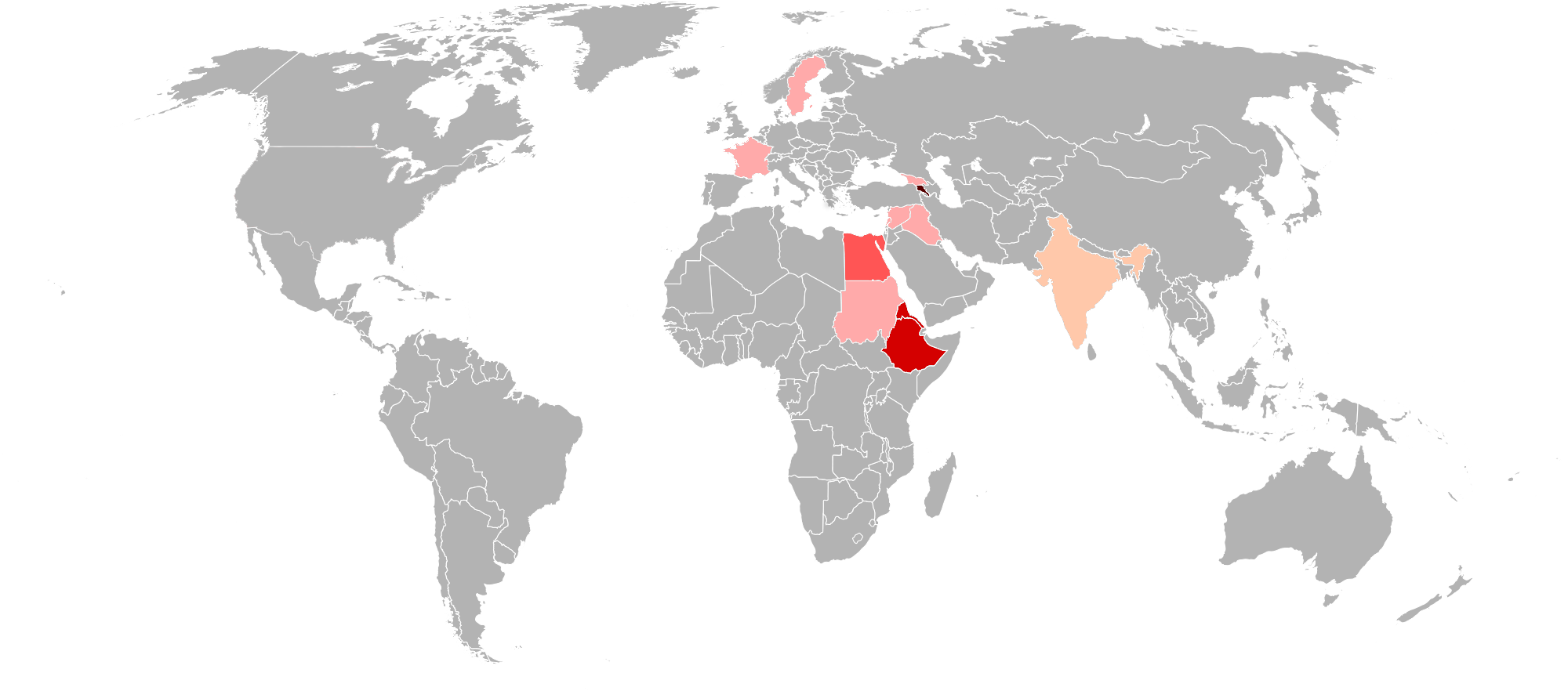
Současné rozšíření ortodoxních církví

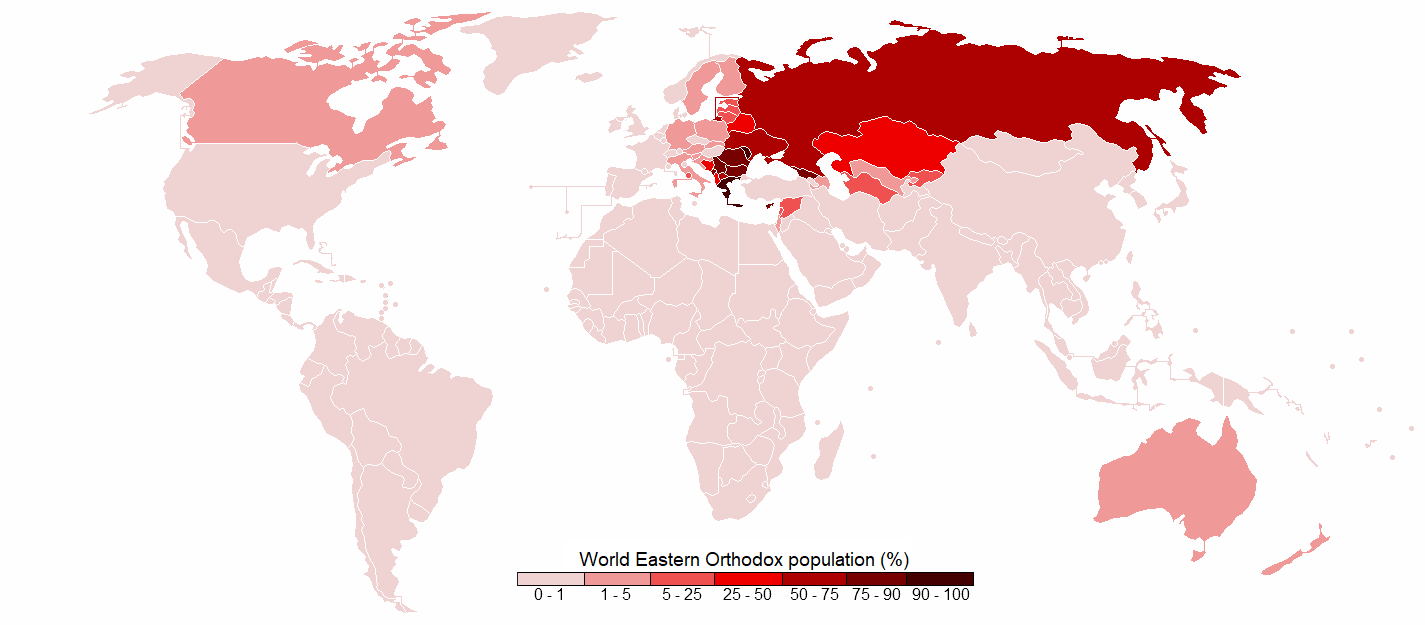
Současné rozšíření pravoslavného náboženství ve světě

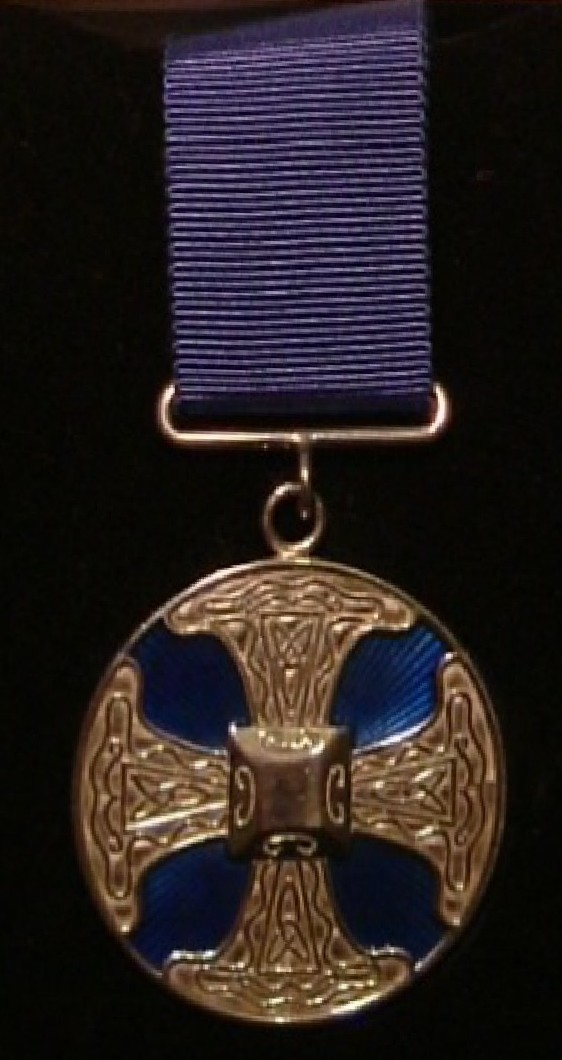
Kříž sv. Augustina z Canterbury

Toto je seznam řádů a vyznamenání udělovaných jinými křesťanskými církvemi než katolickou. Oproti ní nemají nekatolické, ortodoxní ani pravoslavné církve tak výjimečné právní postavení a vždy podléhaly světské moci. Z tohoto důvodu nikdy nedosáhly (jako např. papežství) státní suverenity a jimi udílené řády a vyznamenání mají charakter čestných, nikoli státních, ocenění. Tyto řády jsou udíleny držitelem příslušného církevního úřadu, který se podle současné terminologie označuje jako velmistr (anglicky Great Master).

## Důvody uznání nekatolických řádů a vyznamenání
V současnosti se zvyšuje počet řádů a vyznamenání spadajících pod jurisdikci církví mimo církev římskokatolickou – v prvé řadě ortodoxních (pravoslavných) a církve anglikánské. Mezinárodní komise rytířských řádů (The International Commission on Orders of Chivalry) proto po jistém váhání zahrnula do svého seznamu také tyto dekorace. 
Jisté nesrovnalosti zůstávají ohledně termínu „řád“ a „rytířský řád“, které komise považuje za oprávněné jen v případě západní církve, s čímž ovšem patriarchové východní pravoslavné církve nebo hlavy autokefálních či autonomních církví tohoto ritu nejsou srozuměni. 
Důvodem tohoto postupu Komise je fakt, že žádné ortodoxní biskupství a ani arcibiskup z Canterbury nedisponují státní svrchovaností jako např. papež či Řád maltézských rytířů. Vzhledem k tomu, že se ani jiné rytířské řády (zejména rodinné, ale i Řád sv. Lazara apod.) nemohou státní suverenitou zaštítit, je tento argument sporný. Navíc některé rytířské řády (v prvé řádě Řád sv. Lazara) jsou od poloviny 19. století ekumenické a mají i pravoslavné členy. 
Komise také nezahrnula do soupisu řády a vyznamenání, jež vznikly ze soukromé iniciativy jednotlivých osob či společností a byly následně akceptovány některým z pravoslavných partriarchátů či arcibiskupství, či získaly jejich záštitu. 

## Seznam nekatolických řádů
Následuje seznam nekatolických řád, rozdělený dle církve a patriarchátu, platný k roku 2016.

### Anglikánská církev
| Církev             | Patriarchát                 | Vyznamenání                     | Založeno       | Zakladatel                | Stuha |
| ------------------ | --------------------------- | ------------------------------- | -------------- | ------------------------- | ----- |
| anglikánská církev | Canterburské arcibiskupství | Kříž sv. Augustina z Canterbury | 19. února 1965 | Arcibiskup Michael Ramsey | modrá |

### Autonomní pravoslavné církve
| Církev                    | Patriarchát                   | Vyznamenání        | Založeno        | Zakladatel | Stuha                                    |
| ------------------------- | ----------------------------- | ------------------ | --------------- | ---------- | ---------------------------------------- |
| finská pravoslavná církev | patriarchát konstantinopolský | Řád beránka Božího | 20. června 1935 |            | modrošedá s bílými pruhy u každého konce |

### Autokefální pravoslavné církve
| Církev                                               | Patriarchát              | Vyznamenání                                                  | Založeno              | Zakladatel                                             | Stuha                                                                                       |
| ---------------------------------------------------- | ------------------------ | ------------------------------------------------------------ | --------------------- | ------------------------------------------------------ | ------------------------------------------------------------------------------------------- |
| řecká pravoslavná církev                             | arcibiskupství kyperské  | Pravoslavný maltézský řád                                    | 1972                  | Makarios III.                                          | červená                                                                                     |
| řecká pravoslavná církev                             | jeruzalémský patriarchát | Řád pravoslavných bojovníků Svatého hrobu                    |                       |                                                        | červená                                                                                     |
| polská pravoslavná církev                            |                          | Řád sv. Máří Magdalény                                       |                       | Vassili, metropolita varšavský a celého Polska[zdroj?] |                                                                                             |
| ruská pravoslavná církev                             | moskevský patriarchát    | Řád sv. apoštola Ondřeje, prvního povolaného                 | 28. prosince 1988     | Pimen                                                  | azurově modrá (dříve zelená)                                                                |
| ruská pravoslavná církev                             | moskevský patriarchát    | Řád sv. Vladimíra rovného apoštolům                          | 1957                  | Alexij I.                                              | červená s černými pruhy na okrajích a tenkým červeným lemováním (dříve kaštanově hnědá)     |
| ruská pravoslavná církev                             | moskevský patriarchát    | Řád slávy a cti                                              | 25. března 2004       | Alexij II.                                             | zelená (dříve azurově modrá)                                                                |
| ruská pravoslavná církev                             | moskevský patriarchát    | Řád sv. Alexije, metropolity moskevského a veškeré Rusi      | 25. března 2004       | Alexij II.                                             | zlatá                                                                                       |
| ruská pravoslavná církev                             | moskevský patriarchát    | Řád sv. Sergeje Radoněžského                                 | 26. prosince 1978     | Pimen                                                  | zelená se širokými zlatými pruhy na okrajích a tenkým zeleným lemováním (dříve tmavozelená) |
| ruská pravoslavná církev                             | moskevský patriarchát    | Řád sv. Daniila, knížete moskevského                         | 28. prosince 1988     | Pimen                                                  | zlatá s širokými červenými pruhy na okrajích a tenkým zlatým lemem (dříve oranžová)         |
| ruská pravoslavná církev                             | moskevský patriarchát    | Řád svaté kněžny Olgy rovné apoštolům                        | 28. prosince 1988     | Pimen                                                  | modrá s bílými proužky na okrajích a tenkým modrým ohraničením (dříve tmavomodrá)           |
| ruská pravoslavná církev                             | moskevský patriarchát    | Řád svatého Serafima Sarovského                              |                       |                                                        |                                                                                             |
| ruská pravoslavná církev                             | moskevský patriarchát    | Řád sv. Andreje, malíře ikon (dříve Řád sv. Andreje Rubleva) | 17. února 2001        | Alexij II.                                             | purpurová s dvěma zlatými pruhy na obou stranách                                            |
| ruská pravoslavná církev                             | moskevský patriarchát    | Řád sv. Tryfona                                              | 22. února 1995        | Alexij II.                                             | karmínově červená (kaštanově hnědá) s dvěma úzkými zlatými pruhy na okrajích                |
| ruská pravoslavná církev                             | moskevský patriarchát    | Řád sv. Dimitrije, careviče z Ugliče a Moskvy                | 29. září 1997         | Alexij II.                                             | karmínově červená (kaštanově hnědá) s dvěma úzkými pruhy v perlově šedé na obou krajích     |
| ruská pravoslavná církev                             | moskevský patriarchát    | Řád sv. Inocence, metropolity moskevského                    |                       |                                                        |                                                                                             |
| ruská pravoslavná církev                             | moskevský patriarchát    | Řád sv. Makaria, metropolity moskevského                     |                       |                                                        |                                                                                             |
| ruská pravoslavná církev                             | moskevský patriarchát    | Řád sv. Jevdokije, velkovévodkyně moskevské                  |                       |                                                        |                                                                                             |
| ruská pravoslavná církev                             | moskevský patriarchát    | Řád svatého Mikuláše Japonského                              |                       |                                                        |                                                                                             |
| ruská pravoslavná církev                             | moskevský patriarchát    | Patriarchální vyznamenání Budovatele chrámů                  | 31. května 2005       | Alexij II.                                             | žádná                                                                                       |
| ruská pravoslavná církev                             | moskevský patriarchát    | Patriarchální vyznamenání velké mučednice sv. Barbary        | červen 2006           | Alexij II.                                             |                                                                                             |
| ruská pravoslavná církev                             | moskevský patriarchát    | Patriarchální vyznamenání mateřství                          |                       | Alexij II.                                             | žádná                                                                                       |
| ukrajinská pravoslavná církev                        | moskevský patriarchát    | Čestné vyznamenání primase ukrajinské pravoslavné církve     | 24. listopadu 2009    |                                                        | tmavě modrá se žlutými pruhy                                                                |
| ukrajinská pravoslavná církev                        | moskevský patriarchát    | Řád sv. Ondřeje, prvního povolaného                          |                       | Vladimír                                               | modrá                                                                                       |
| ukrajinská pravoslavná církev                        | moskevský patriarchát    | Řád sv. Antonína a sv. Theodosia z Pechery                   | 1992                  | Vladimír                                               | žádná                                                                                       |
| ukrajinská pravoslavná církev                        | moskevský patriarchát    | Řád sv. Vladimíra rovného apoštolům                          |                       | Vladimír                                               | žádná                                                                                       |
| ukrajinská pravoslavná církev                        | moskevský patriarchát    | Řád sv. Jaroslava I. Moudrého, knížete kyjevského            | 23. prosince 2010     |                                                        | žádná                                                                                       |
| ukrajinská pravoslavná církev                        | moskevský patriarchát    | Řád sv. kněžny Olgy, rovné apoštolům                         | 26. ledna 2012        | Vladimír                                               | žádná                                                                                       |
| ukrajinská pravoslavná církev                        | moskevský patriarchát    | Řád sv. Nestora, kronikáře                                   | 17. dubna 2003        | Vladimír                                               | žádná                                                                                       |
| ukrajinská pravoslavná církev                        | moskevský patriarchát    | Řád sv. Agapity z Pechery                                    | 17. dubna 2003        | Vladimír                                               | žádná                                                                                       |
| ukrajinská pravoslavná církev                        | moskevský patriarchát    | Řád velké mučednice sv. Barbory                              | 17. dubna 2003        | Vladimír                                               | bílá s červenými pruhy                                                                      |
| ukrajinská pravoslavná církev                        | moskevský patriarchát    | Řád sv. Anastázie Kyjevské                                   | 26. ledna 2012        | Vladimír                                               | žádná                                                                                       |
| ukrajinská pravoslavná církev                        | moskevský patriarchát    | Řád Pochaevovy ikony Matky Boží                              |                       | Vladimír                                               | žádná                                                                                       |
| ukrajinská pravoslavná církev                        | moskevský patriarchát    | Řád sv. apoštola Jana, teologa                               | srpen 2004            | Vladimír                                               | modrá                                                                                       |
| ukrajinská pravoslavná církev                        | moskevský patriarchát    | Řád sv. Feodosije z Černigova                                | 23. září 2009         | Vladimír                                               | žádná                                                                                       |
| ukrajinská pravoslavná církev                        | moskevský patriarchát    | Řád sv. Dimitrije Rostovského                                | 24. listopadu 2009    | Vladimír                                               | žádná                                                                                       |
| ukrajinská pravoslavná církev                        | moskevský patriarchát    | Řád sv. Petra                                                | 26. února 2010        | Vladimír                                               | žádná                                                                                       |
| ukrajinská pravoslavná církev                        | moskevský patriarchát    | Řád sv. Jiří Vítězného                                       |                       | Vladimír                                               | žádná                                                                                       |
| ukrajinská pravoslavná církev                        | moskevský patriarchát    | Řád sv. Lukáše Krymského                                     | 2011                  | Vladimír                                               | žádná                                                                                       |
| ukrajinská pravoslavná církev                        | moskevský patriarchát    | Řád sv. Mikuláše „Za dobročinnost“                           | 23. prosince 2010     | Vladimír                                               | žádná                                                                                       |
| ukrajinská pravoslavná církev                        | moskevský patriarchát    | Řád Vánoc                                                    |                       | Vladimír                                               | žádná                                                                                       |
| ukrajinská pravoslavná církev                        | moskevský patriarchát    | Řád sv. Ilji Muromce                                         | 17. dubna 2003        | Vladimír                                               | žádná                                                                                       |
| ukrajinská pravoslavná církev                        | moskevský patriarchát    | Řád sv. Anny                                                 | 24. února 2007        | Vladimír                                               | žádná                                                                                       |
| ukrajinská pravoslavná církev                        | moskevský patriarchát    | Řád sv. Kateřiny, velké mučednice                            | 24. února 2007        | Vladimír                                               | žádná                                                                                       |
| ukrajinská pravoslavná církev                        | moskevský patriarchát    | Pamětní odznak „Charkovská biskupská rada – 15 let“          | 31. května 2007       | Vladimír                                               | žádná                                                                                       |
| ukrajinská pravoslavná církev                        | moskevský patriarchát    | Odznak za zásluhy „Za oddanost rodinným hodnotám“            | 5. ledna 2013         | Vladimír                                               | žádná                                                                                       |
| ukrajinská pravoslavná církev                        | moskevský patriarchát    | Odznak „Vánoce – 2000 let“                                   | 2000                  | Vladimír                                               | žádná                                                                                       |
| ukrajinská pravoslavná církev                        | moskevský patriarchát    | Církevní pamětní řád „1020. výročí svěcení Rusi“             | 2008                  | Vladimír                                               | žádná                                                                                       |
| ukrajinská pravoslavná církev                        | moskevský patriarchát    | Církevní pamětní řád „1025. výročí svěcení Rusi“             | 2013                  | Vladimír                                               | žádná                                                                                       |
| lotyšská pravoslavná církev                          |                          | Řád sv. Jana Mučedníka, rižského arcibiskupa                 | 27. května 2006       | Alexander                                              | fialová s bílo-červeno-bílým středním pruhem                                                |
| moldavská pravoslavná církev                         |                          | Řád sv. Štěpána Velikého                                     | 17. července 2002     | Alexij II. na žádost Vladimíra                         |                                                                                             |
| moldavská pravoslavná církev                         |                          | Řád sv. Paisije Veličkovského                                | 17. července 2002     | Alexij II. na žádost Vladimíra                         |                                                                                             |
| moldavská pravoslavná církev                         |                          | Řád sv. Paraskevy                                            | 17. července 2002     | Alexij II. na žádost Vladimíra                         | [ p 2 ]                                                                                     |
| estonská pravoslavná církev Moskevského patriarchátu | moskevský patriarchát    | Řád sv. Izidora z Jurjeva                                    | 1. prosince 2006      | Kornelius Jakobs                                       | žádná                                                                                       |
| běloruská pravoslavná církev                         | běloruský exarchát       | Kříž sv. Eufrosiny, kněžny polocké                           | září 1998             | Filaret                                                |                                                                                             |
| běloruská pravoslavná církev                         | běloruský exarchát       | Řád sv. Eufrosiny, kněžny polocké                            | 2004                  | Filaret                                                |                                                                                             |
| běloruská pravoslavná církev                         | běloruský exarchát       | Řád sv. Cyrila Turovského                                    | mezi lety 2004 a 2006 | Filaret                                                |                                                                                             |
| běloruská pravoslavná církev                         | běloruský exarchát       | Řád sv. Atanáše Brestského                                   | 2010                  | Filaret                                                |                                                                                             |
| běloruská pravoslavná církev                         | běloruský exarchát       | Řád sv. Sofie, kněžny slucké                                 | 12. ledna 2012        | Filaret                                                | bílá se zlatým lemováním                                                                    |
| ruská pravoslavná církev v zahraničí                 |                          | Synodní řád Kursko-Korenské ikony Matky Boží                 | duben 2007            | Laurus                                                 | azurově modrá                                                                               |